# Ascelis attenuata
Ascelis attenuata är en insektsart som beskrevs av Walter Wilson Froggatt 1894. Ascelis attenuata ingår i släktet Ascelis och familjen filtsköldlöss. Inga underarter finns listade i Catalogue of Life.